# Ikeda
Pour les articles homonymes, voir Ikeda.
Ikeda (池田市, Ikeda-shi) est une ville faisant partie de la préfecture d'Osaka, au Japon.

## Géographie

Ikeda au sein de la préfecture d'Osaka.

### Situation
Ikeda est située dans le nord-ouest de la préfecture d'Osaka, à environ 15 km du centre d'Osaka.

### Démographie
En 2010, la ville possédait une population de 104 693 habitants et une densité de 4 567 personnes au km2. Sa surface totale est de 22,09 km2. 
En février 2024, la population s'élevait à 102 840 habitants.

### Hydrographie
La ville est bordée par la rivière Ina à l'ouest.

## Histoire
À l’époque Edo, un daimyo à la tête d’un domaine de 50 000 koku occupait un château à Ikeda.
Ikeda était aussi fameuse pour son charbon, le Ikeda-zumi, qui est encore apprécié aujourd’hui des pratiquants de la cérémonie du thé.
Le bourg moderne d'Ikeda est créé en 1889. Il obtient le statut de ville le 29 avril 1939.
Le 8 juin 2001, 8 élèves sont tués lors du massacre d'Ikeda.

## Monuments et structures notables
- Musée Itsuo (objets de la cérémonie du thé)[2].
- Archives Ikeda, collections liées au théâtre Takarazuka et à la société Hankyu[3].
- Musée Momofuku Ando des nouilles instantanées[4].

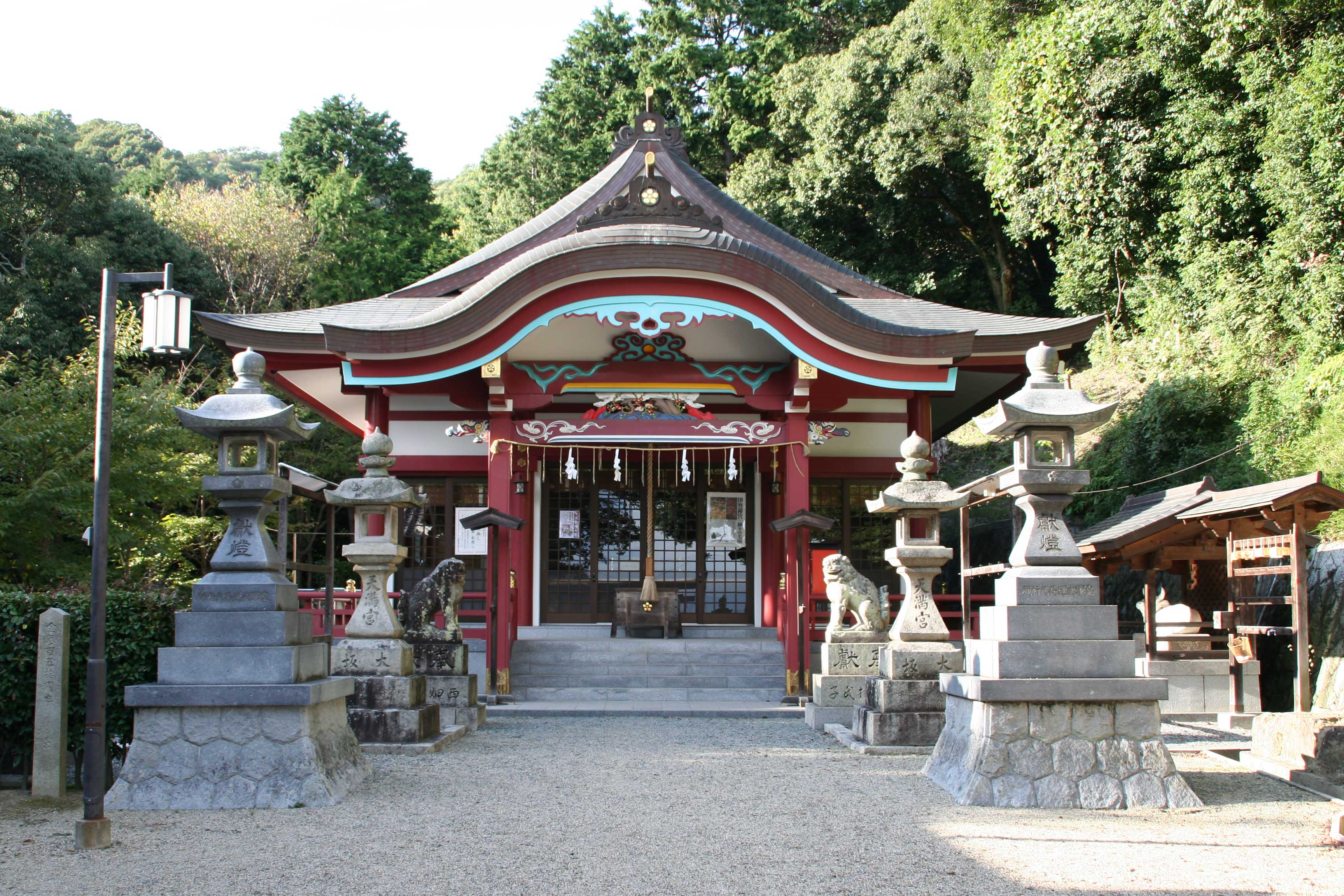
Tenmangu (Ikeda).

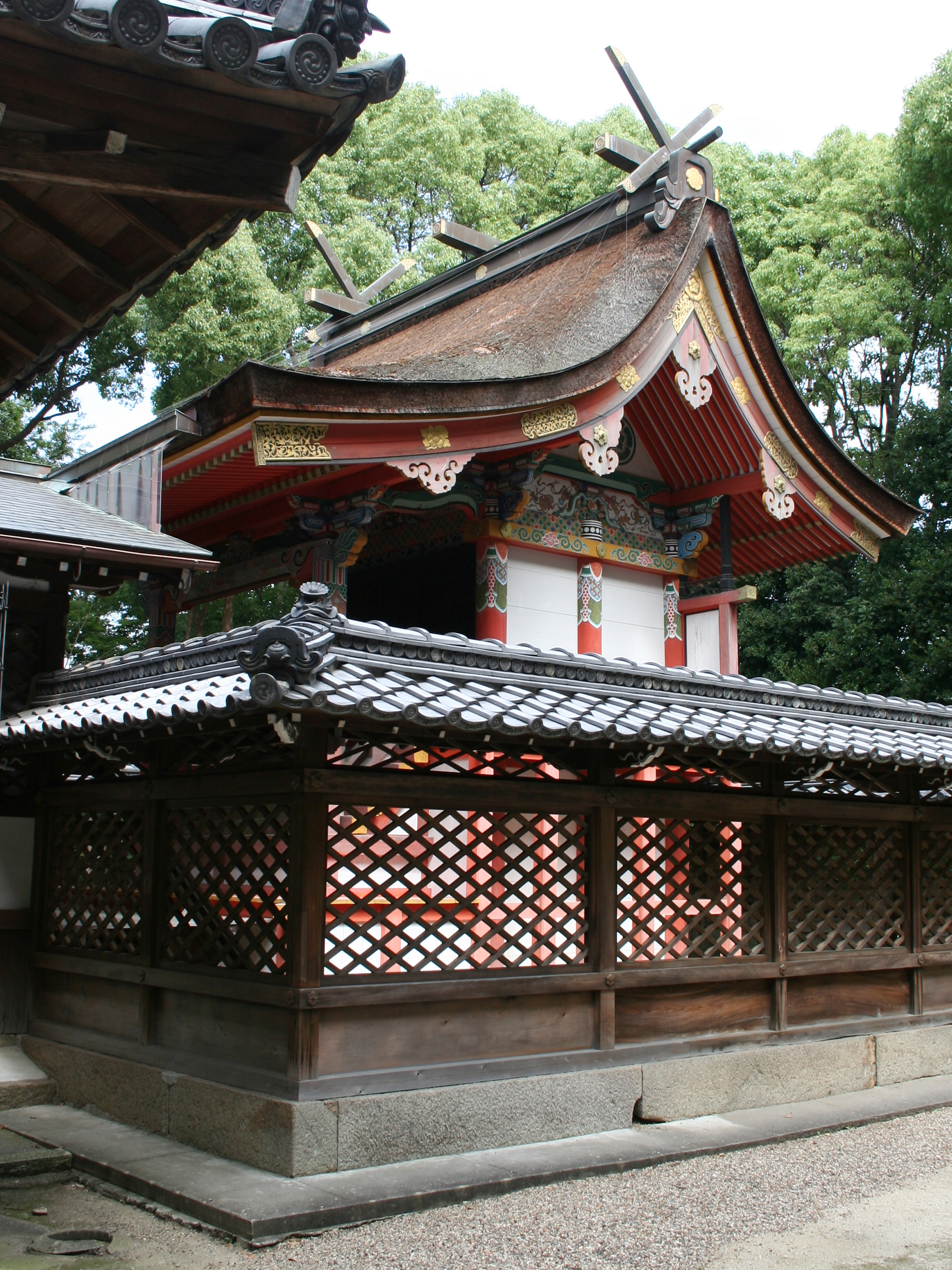
Yasaka (Ikeda).

- Sanctuaire de Tenmangu.

- Sanctuaire Yasaka.

## Compagnies et industries localisées à Ikeda
- Daihatsu
- Banque d’Ikeda

## Transports
Ikeda est desservie par les lignes Hankyu Takarazuka et Minoo aux gares d'Ikeda et Ishibashi handai-mae.

## Personnalités nées à Ikeda
- Kamon Iizumi, gouverneur de la préfecture de Tokushima, depuis 2003
- Daido Moriyama (né en 1938), photographe
- Masayuki Naoshima (né en 1945), homme politique